# Liste der Baudenkmale in Lingen (Ems) - Außenbereiche
In der Liste der Baudenkmale in Lingen (Ems)- Außenbereiche sind alle Baudenkmale in den Außenbereichen der niedersächsischen Gemeinde Lingen (Ems) aufgelistet. Die Quelle der Baudenkmale ist der Denkmalatlas Niedersachsen. Der Stand der Liste ist der 20. August 2022.
In den Spalten befinden sich folgende Informationen:
- Lage: die Adresse des Baudenkmales und die geographischen Koordinaten. Kartenansicht, um Koordinaten zu setzen. In der Kartenansicht sind Baudenkmale ohne Koordinaten mit einem roten Marker dargestellt und können in der Karte gesetzt werden. Baudenkmale ohne Bild sind mit einem blauen Marker gekennzeichnet, Baudenkmale mit Bild mit einem grünen Marker.
- Bezeichnung: Bezeichnung des Baudenkmales
- Beschreibung: die Beschreibung des Baudenkmales. Unter § 3 Abs. 2 NDSchG werden Einzeldenkmale und unter § 3 Abs. 3 NDSchG Gruppen baulicher Anlagen und deren Bestandteile ausgewiesen.
- ID: die Objekt-ID des Baudenkmales
- Bild: ein Bild des Baudenkmales, ggf. zusätzlich mit einem Link zu weiteren Fotos des Baudenkmals im Medienarchiv Wikimedia Commons. Wenn man auf das Kamerasymbol klickt, können Fotos zu Baudenkmalen aus dieser Liste hochgeladen werden:

Zur Hauptliste

## Baccum
| Lage                                           | Bezeichnung                     | Beschreibung | ID       | Bild           |
| ---------------------------------------------- | ------------------------------- | --- | -------- | -------------- |
| Antoniusstraße 2 52° 30′ 47″ N, 7° 24′ 6″ O    | Alte Schule Baccum (Kochschule) | Eingeschossiger Backsteinbau unter Satteldach. Öffnungen segmentbogig. An der östlichen Traufseite mittig Zwerchhaus und rechts Eingang in übergiebeltem Portalfeld. Ehemals im EG Schulraum und im DG Lehrerwohnung. Erbaut 1909, heute genutzt vom Heimatverein. | 37244855 | BW             |
| Antoniusstraße 8 52° 30′ 49″ N, 7° 24′ 11″ O   | St. Antonius Abbas              | Geostete gewölbte Saalkirche aus Sandsteinquadern mit vorgesetztem Westturm und eingezogenem 5/8-Chorschluss. Rechteckiger Turm aus Bruchsteinmauerwerk mit Kantenquaderung, letztes Geschoss mit zwei spitzbogigen Schallöffnungen auf jeder Seite, unter Knickpyramide. Am Schiff und Chor zweibahnige Maßwerkfenster zwischen Strebepfeilern. Innen kreuzrippengewölbt. Turm vom mittelalterlichen Vorgänger, wohl vom Ende des 12. oder aus dem frühen 13. Jh. Kirche erbaut 1865–1866 (dabei auch der Turm erhöht), Architekt: H. Brömmelkamp, Baccum. 1970–1971 nach Norden erweitert.              | 37241026 | Weitere Bilder |
| Antoniusstraße 12 52° 30′ 50″ N, 7° 24′ 16″ O  | Pfarrhaus                       | Traufständiger eingeschossiger Backsteinbau von sieben Achsen unter Satteldach (ehemals Schopfwalmdach). Öffnungen rundbogig. Mittig Eingang mit Werksteinrahmung. Später darüber Zwerchhaus von zwei Achsen hinzugefügt und neues Dach sowie rechtsseitiger niedrigerer Anbau unter Satteldach. Moderne Giebelgaupen. Erbaut 1849. 1899 Umbau (Zwerchhaus, Dach und Anbau). Um 1980 erneuter Umbau. Heute genutzt von der Sparkasse. | 37242296 | BW             |
| Antoniusstraße 12 52° 30′ 49″ N, 7° 24′ 16″ O  | Kriegerdenkmal                  | Breit gelagerte Wand auf Backsteinsockel, rechts und links Sandsteinpfeiler von sitzenden Adlern bekrönt, mittig Ädikula mit übergiebelter Rundnische auf Halbsäulen mit Würfelkapitellen, dazwischen auf jeder Seite drei Inschrifttafeln. Zur Straße kleiner von einer niedrigen Backsteinmauer eingefasster Vorplatz. 1924 errichtet für die Gefallenen des I. Weltkrieges, erweitert 1959 für die Opfer des II. Weltkrieges; Anfang der 1980er Jahre versetzt, restauriert 1994. | 37242319 | BW             |
| Brockortstraße 1 52° 31′ 21″ N, 7° 25′ 25″ O   | Wegekapelle                     | Kleine Kapelle in Backstein mit Schweifgiebel. Rundbogige Nische, darin Beweinungsgruppe und Erinnerungsrelief für einen Soldaten des I. Weltkriegs. Erbaut 1919. | 37244909 | BW             |
| Hensenmühle 2 52° 30′ 56″ N, 7° 25′ 19″ O      | Windmühle                       | Dreigeschossiger Wallholländer in Massivbauweise. Baukörper ein Kegelstumpf in (nachträglich) verputztem Backsteinmauerwerk. Erbaut 1883, Kappe und Flügel nach 1945 entfernt, zuletzt nach 1969 Betrieb der Mühle und des angegliederten Sägewerkes durch Elektrizität, stillgelegt. | 37244325 | BW             |
| Kösterhook 12 52° 30′ 53″ N, 7° 24′ 8″ O       | Kirche                          | Nach Nordosten ausgerichtete Saalkirche in Backstein mit eingebautem Westturm, Querhaus und 5/8-Schluss. Spitzbogenfenster und umlaufende Strebepfeiler. Westturm rechteckig, im oberen Teil achteckig mit gekuppelten Spitzbogenöffnungen, unter Pyramidendach. Auf der Südseite vor dem Turm Portal, darüber Zwerchgiebel. Querhausstirnen mit Spitzbogenblenden im Giebel. In der Südostecke Sakristeianbau. Innen offenes Dachwerk, getragen von spitzbogigen Sparren, in deren Zwickeln hölzernes Maßwerk. Aus der Erbauungszeit Kanzel und Orgel. Erbaut 1858–1859, Architekt: Conrad Wilhelm Hase. | 37241079 | BW             |
| Langener Straße 16 52° 31′ 20″ N, 7° 25′ 55″ O | Wohn-/ Wirtschaftsgebäude       | Zweiständerhallenhaus in Fachwerk mit Backsteinausfachungen. Wohngiebel auf Knaggen zweifach auskragend, in der Giebelspitze rautenförmiges Fachwerk. Seitenwände z. T. in Backstein erneuert. Ständerwerk weitgehend erhalten. Bezeichnet 1707. | 37243470 | BW             |
| Loowstraße 52° 30′ 32″ N, 7° 24′ 26″ O         | Wegekapelle                     | An der Ecke zur Straße am Övernhoff. Kleiner vorn offener Backsteinbau. Spitzbogenöffnung, darüber Giebel mit dreieckigen Eckbekrönungen und rechteckiger Giebelbekrönung. Inneres polygonal schließend, mit Rippengewölbe. Umgeben von alten markanten Bäumen (Eichen, Buche). Erbaut um 1900. | 37241108 | BW             |
| Zum Heuland 52° 31′ 13″ N, 7° 25′ 27″ O        | Wegekapelle                     | Kleiner rechteckiger, sich nach oben verjüngender Backsteinbau unter Satteldach mit Spitzbogennische, geschlossen mit Eisengitter, darin Figur eines Segnenden Christus mit zwei Engeln. Bezeichnet 1935. | 37244353 | BW             |
| Zum Lau 18 52° 30′ 54″ N, 7° 24′ 45″ O         | Wegekapelle                     | An der Ecke zum Deeringhook. Kleiner vorn offener Backsteinbau. Vorn offene Loggia mit Spitzbogen auf Eckpfeilern, Giebel mit dreieckigen Eckbekrönungen und rechteckiger Giebelbekrönung, darauf Kreuz. Inneres mit Spitztonne. Erbaut um 1900. | 37241055 | BW             |

## Biene
| Lage                                          | Bezeichnung                 | Beschreibung | ID       | Bild           |
| --------------------------------------------- | --------------------------- | --- | -------- | -------------- |
| Biener Straße 92 52° 34′ 15″ N, 7° 17′ 12″ O  | St. Marien                  | Geostete gewölbte Saalkirche mit eingebauten Westturm und eingezogenem Chor mit 5/8-Schluss. Sandsteinmauerwerk aus leicht bossierten Quadern. Vor dem Turm frontal offene Eingangshalle mit Spitzbogen auf Säulen mit Würfelkapitellen, darüber Nische mit Sitzmadonna, unter Dreiecksgiebel mit Satteldach. Turmfreigeschoss rechteckig, im oberen Teil schmaler begleitet von Quersatteldächern, spitzbogige Schallarkaden, als Abschluss Schweifhaube. Am Schiff und Chor Spitzbogenfenster zwischen Strebepfeilern. Am Chor auf beiden Seiten jüngere Sakristeianbauten. Innen vier Joche mit Kreuzrippengewölben auf Konsolen mit Dienststummeln, im Chor auf Diensten. Erbaut 1921–1922, Architekt: Herrmann (Meppen). | 37241133 | Weitere Bilder |
| Dorfstraße 3 52° 34′ 19″ N, 7° 17′ 16″ O      | Wohn-/ Wirtschaftsgebäude   | Hallenhaus aus Fachwerk mit Backsteinausfachungen unter Satteldach. Außenmauern am Wohnteil und den Traufseiten in Backstein erneuert. Am Wirtschaftsgiebel Inschrift, Giebelspitze auf Knaggen zweifach vorspringend. Innengerüst gut erhalten. Am Wirtschaftsgiebel rechts traufseitig etwas jüngerer Stallanbau. Rechtsseitig und rückwärtig verschiedene moderne Anbauten. Bezeichnet 1808. | 37244539 |                |
| Dorfstraße 8 52° 34′ 17″ N, 7° 17′ 20″ O      | Wohn-/ Wirtschaftsgebäude   | Hallenhaus mit Backsteinaußenmauern unter Satteldach. Am Wirtschaftsgiebel korbbogiges Dielentor mit Sandsteinrahmung. Fenster segmentbogig. Am Wohnteil moderne Schleppgaupe. Sparsame Backsteingliederung: an den Stirnseiten geschossteilender Fries und an den Giebeln ansteigender Konsolfries. Bezeichnet 1905. | 37241190 |                |
| Zum Biener Busch 1 52° 34′ 24″ N, 7° 17′ 3″ O | Brennerei Roth(Wohnhaus)    | Gulfscheune in Backstein unter Satteldach. Im rechten Winkel zum Wohnhaus stehend und in der Ecke an dieses gebaut. Auf beiden Seiten asymmetrisches korbbogiges Tor, auf der Straßenseite im Norden daneben weitere Eingänge, ansonsten kleine halbkreisförmige Fenster. Erbaut um 1900. | 37241245 |                |
| Zum Biener Busch 1 52° 34′ 25″ N, 7° 17′ 2″ O | Brennerei Roth(Gulfscheune) | Gulfscheune in Backstein unter Satteldach. Im rechten Winkel zum Wohnhaus stehend und in der Ecke an dieses gebaut. Auf beiden Seiten asymmetrisches korbbogiges Tor, auf der Straßenseite im Norden daneben weitere Eingänge, ansonsten kleine halbkreisförmige Fenster. Erbaut um 1900. | 37241711 |                |
| Zum Biener Busch 1 52° 34′ 24″ N, 7° 17′ 0″ O | Brennerei Roth              | Zweigeschossiger Ziegelbau unter Satteldach im westlichen Bereich der Hofanlage, nördlich an einen schmalen, bis zur Straße reichenden Baukomplex angebaut. Auf der östlichen Traufseite eine korbbogige und eine wohl jüngere rechteckige Einfahrt, vor der westlichen ehemals Anbau mit Schornstein (2016 abgebrochen). Erbaut um 1900. | 37241904 |                |

## Bramsche
| Lage                                           | Bezeichnung                    | Beschreibung | ID       | Bild           |
| ---------------------------------------------- | ------------------------------ | --- | -------- | -------------- |
| Bramscher Straße 14 52° 27′ 30″ N, 7° 22′ 1″ O | Mühle                          | Motormühle zur Schrotherstellung mit angebautem Sägewerk. Zweigeschossiger Backsteinbau unter weit überstehendem Satteldach. Fenster rundbogig. Sägewerk ehemals auf der Rückseite, heute in einem neuen, separat stehenden verbretterten Holzbau, Satteldach in Hohlpfannendeckung. Auf beiden Giebelseiten Tore mit Schienen für den Sägewagen. Im Inneren horizontales Sägegatter voll funktionsfähig erhalten. Vor dem Gebäude stehend Auslagerkran in Eisenkonstruktion für Handbetrieb. Erbaut 1908 an der Stelle einer 1886 errichteten Bockwindmühle. Sägewerk 1927 angebaut. Betrieb der Schrotmühle 1985 eingestellt, des Sägewerks 1995. Seit 1999 zusammen mit anderen, teils hierhin translozierten, teils neu errichteten Gebäuden Teil des Heimathauses Bramsche. | 37241295 | BW             |
| Bramscher Straße 52° 27′ 14″ N, 7° 21′ 57″ O   | Wegekapelle                    | Gelegen am Friedhof. Kleiner Fachwerkbau in Form einer Ädikula mit rundbogiger Öffnung und Dreiecksgiebel, dahinter polygonale Nische. Bezeichnet 1821. | 37244567 | BW             |
| Estringer Straße 5 52° 28′ 27″ N, 7° 21′ 23″ O | St. Antonius Abbas             | Geostete gewölbte Saalkirche mit 5/8-Chorschluss. Quadermauerwerk in Sandstein. Zweibahnige Maßwerkfenster zwischen Strebepfeilern. Westabschluss mit Dachreiter modern. Auf der Nordseite moderner Anbau. Innen drei Joche mit Kreuzrippengewölben auf Konsolen. Bezeichnet 1520, im 19. Jh. als Schule genutzt. 1922 wieder als Kirche hergerichtet. 1966 um 1½ Joche nach Westen verlängert. | 37242956 | BW             |
| Gleesener Straße 2 52° 27′ 22″ N, 7° 21′ 56″ O | St. Gertrudis                  | Geostete gewölbte Saalkirche mit vorgesetztem Westturm und 5/8-Chorschluss. Bruchsteinmauerwerk in Sandstein. Westturm mit spitzbogigem Eingang (Tympanon mit Maßwerk), zwei spitzbogige Schallöffnungen auf jeder Seite mit eingeschriebenen Kleeblattbögen, unter Knickpyramide. Schiff und Chor mit zweibahnigen Maßwerkfenstern zwischen Strebepfeilern, an der Nordseite im Westen Spitzbogenportal, darüber Figur. Inneres mit vier kreuzrippengewölbten Jochen, jeweils zwei Joche durch Gurtbögen zusammengefasst. Im Chor Rippengewölbe auf Konsolen. Turm wohl noch aus dem 13. Jh., Schiff aus der 1. Hälfte des 14. Jhs., im 15. Jh. gewölbt. Chor 1877. 1954–1956 moderne Erweiterung nach Süden, dabei die Südwand aufgebrochen.                                   | 37241322 | Weitere Bilder |
| Spycksweg 2a 52° 26′ 56″ N, 7° 21′ 27″ O       | Gut Spyck (Nebengebäude)       | Eingeschossiger Putzbau unter Schopfwalmdach. Auf der südlichen Traufseite mittig Portikus mit Dreiecksgiebel auf schlanken Holzstützen. Erbaut im frühen 19. Jh. wohl als Umbau eines älteren Fachwerkbaus. Heute das Wohnhaus der Anlage. | 37234973 | BW             |
| Spycksweg 2a 52° 26′ 56″ N, 7° 21′ 29″ O       | Gut Spyck (Wirtschaftsgebäude) | Fachwerkbau mit Backsteinausfachungen unter Schopfwalmdach. Eingezapfte Dachbalken. Erbaut in der 2. Hälfte des 18. Jhs. | 37235003 | BW             |
| Spycksweg 2a 52° 26′ 58″ N, 7° 21′ 27″ O       | Gut Spyck (Graft)              | Graft um die Gutsanlage, vollständig geschlossen und eine Insel bildend (Zufahrt im Nordosten). Im Kern wohl auf den spätmittelalterlichen Wassergraben zurückgehend. | 37236909 | BW             |

## Bülten
| Lage                                 | Bezeichnung               | Beschreibung | ID       | Bild |
| ------------------------------------ | ------------------------- | --- | -------- | ---- |
| Bülten 1 52° 33′ 20″ N, 7° 23′ 28″ O | Wohn-/ Wirtschaftsgebäude | Zweiständerhallenhaus in Fachwerk mit Backsteinausfachungen unter Satteldach. Wirtschaftsgiebel zweifach leicht vorkragend. Rechts jüngerer Stallanbau und links hinten jüngerer Wohnanbau, beide in Backstein. Bezeichnet 1827.                              | 37235032 | BW   |
| Bülten 1 52° 33′ 20″ N, 7° 23′ 27″ O | Remise                    | Langgestreckter Fachwerkbau mit Backsteinausfachungen unter Satteldach. Zwei Querdurchfahrten. Bezeichnet 1858. | 37235087 | BW   |
| Bülten 1 52° 33′ 21″ N, 7° 23′ 26″ O | Scheune                   | Langgestreckter Fachwerkbau mit Backsteinausfachungen unter Satteldach. Zwei Querdurchfahrten. Erbaut wohl in der 1. Hälfte oder um die Mitte des 19. Jhs. | 37235058 | BW   |
| Bülten 2 52° 33′ 21″ N, 7° 23′ 21″ O | Wohn-/ Wirtschaftsgebäude | Zweiständerhallenhaus in Fachwerk mit Backsteinausfachungen (z. T. in Ziersetzung) unter Satteldach. Beide Längswände massiv erneuert. Am linksseitig weitläufige jüngere Stallanbauten und am Wohnteil rechts jüngerer Wohnhausanbau. Bezeichnet 1822.       | 37235115 | BW   |
| Bülten 2 52° 33′ 22″ N, 7° 23′ 24″ O | Schafstall                | Nördlicher (rechter) Schafstall an der Hofeinfahrt. Fachwerkbau auf Sandsteinsockel mit Backsteinausfachungen (teilweise noch in Lehmstakung) unter Walmdach. Rückwärtig Kübbung. Längsdurchfahrt. Erbaut wohl noch im 18. oder in der 1. Hälfte des 19. Jhs. | 37235176 | BW   |
| Bülten 2 52° 33′ 21″ N, 7° 23′ 24″ O | Schafstall                | Südlicher (linker) Schafstall an der Hofeinfahrt. Fachwerkbau auf Sandsteinsockel mit Backsteinausfachungen (z. T. noch in Lehmstakung) unter Walmdach. Längsdurchfahrt. Rückwärtig Kübbung. Erbaut wohl noch im 18. oder in der 1. Hälfte des 19. Jhs.       | 37235145 | BW   |

## Clusorth-Bramhar
| Lage                                              | Bezeichnung                             | Beschreibung | ID       | Bild |
| ------------------------------------------------- | --------------------------------------- | --- | -------- | ---- |
| Bramharstraße 24 52° 35′ 31″ N, 7° 21′ 55″ O      | Hof Wübbels (Wohn-/ Wirtschaftsgebäude) | Großes Hallenhaus mit Backsteinaußenwänden unter Satteldach. An der östlichen Traufseite Zwerchhaus. Segmentbogige Fenster. Backsteingliederung: Kantenlisenen, geschossteilender Fries, an den Giebeln ansteigender Treppenfries, Rahmungen der Fenster- und Türbögen. Erbaut am Ende des 19. Jhs. | 37235294 | BW   |
| Bramharstraße 24 52° 35′ 33″ N, 7° 21′ 54″ O      | Hof Wübbels (Nebengebäude)              | Nördlich des Wohn-/Wirtschaftsgebäudes gelegen. Fachwerkbau unter Satteldach. Erbaut wohl im 19. Jh. | 37235632 | BW   |
| Bramharstraße 26 52° 35′ 41″ N, 7° 21′ 57″ O      | Hof Wübbels (Wohn-/ Wirtschaftsgebäude) | Vierständerhallenhaus aus Fachwerk mit Backsteinausfachungen unter Satteldach. Später am Wohnteil straßenseitig Flügel mit eigenem Giebel angebaut und rückwärtig verlängert. Bezeichnet 1786, umgebaut 1890, 1938 (Quergiebel) und 1959 (rückwärtiger Giebel). | 37235326 | BW   |
| Bramharstraße 26 52° 35′ 38″ N, 7° 21′ 58″ O      | Hof Wübbels (Wohn-/ Wirtschaftsgebäude) | Gegenüber vom Hauptteil der Hofanlage auf der östlichen Straßenseite gelegen. Heuerhaus. Zweiständerhallenhaus in Fachwerk mit Backsteinausfachungen unter geknicktem Satteldach. Giebeldreieck verbohlt. Innengerüst erhalten. Erbaut wohl im späten 18. Jh. | 37235356 | BW   |
| Bramharstraße 26 52° 35′ 39″ N, 7° 21′ 59″ O      | Hof Wübbels (Brunnen)                   | Hinter dem Heuerhaus gelegen. Runder gemauerter Brunnenschacht in Backstein. Ehemals mit Holzeinfassung und Ziehvorrichtung samt Aufhängung, 1985 noch vorhanden, 2007 verschwunden. | 37235386 | BW   |
| Bremer Straße 30 52° 35′ 7″ N, 7° 23′ 20″ O       | Windmühle                               | Wallholländermühle mit Durchfahrt. Durchfahrtsbereich im Wall massiv in Feldsteinmauerwerk. Oktogonaler Unterbau auf dem Wall in Ziegel, darüber hölzerner Achtkant in Schieferdeckung. Kappe mit Steert und Flügel nicht mehr vorhanden. Im Inneren Reste der technischen Ausstattung erhalten: Mahlgang mit Steinkran und Motorantrieb von unten (für Betrieb bei Windstille). Erbaut 1896, in den 1960er Jahren stillgelegt. | 37242008 | BW   |
| Dusthook 4 52° 34′ 13″ N, 7° 22′ 40″ O            | Wohn-/ Wirtschaftsgebäude               | | 36226570 | BW   |
| Dusthook 4 52° 34′ 14″ N, 7° 22′ 41″ O            | Allee                                   | | 36227600 | BW   |
| Dusthook 7 52° 34′ 7″ N, 7° 22′ 33″ O             | Wohn-/ Wirtschaftsgebäude               | Heuerhaus. Zweiständerhallenhaus in Fachwerk mit Backsteinausfachungen unter Satteldach. Bezeichnet 1803. | 37235207 | BW   |
| Dusthook 11 52° 34′ 4″ N, 7° 22′ 30″ O            | Wohn-/ Wirtschaftsgebäude               | Heuerhaus. Zweiständerhallenhaus in Fachwerk mit Backsteinausfachungen. Bezeichnet 1825. Ab 2015 um wenige Meter transloziert als Wohnhaus wieder aufgebaut. | 37235236 | BW   |
| Holthauser Straße 4a 52° 34′ 34″ N, 7° 21′ 48″ O  | Wohn-/ Wirtschaftsgebäude               | Heuerhaus. Zweiständerhallenhaus in Fachwerk mit Backsteinausfachungen unter Satteldach. Bezeichnet 1815. | 37242034 | BW   |
| Wietmarscher Straße 3 52° 35′ 55″ N, 7° 22′ 9″ O  | Hof Többen (Wohn-/ Wirtschaftsgebäude)  | Hallenhaus mit Backsteinaußenwänden. Tor zum Wirtschaftsteil korbbogig, Fenster segmentbogig. Öffnungen mit Sandsteinrahmungen. Moderne Schleppgaupen. Backsteingliederung: an den Giebeln geschossteilende Friese, Konsolfries an den Traufen und Giebeln. Ständerwerk noch aus dem 18. Jh., über dem Tor zum Wirtschaftsteil bezeichnet 1895.                                                                                 | 37240227 | BW   |
| Wietmarscher Straße 3 52° 35′ 54″ N, 7° 22′ 8″ O  | Hof Többen (Schweinestall)              | Südlich vom Wohn-/Wirtschaftsgebäude gelegen. Langgestreckter Backsteinbau unter Satteldach. Im nördlichen Teil Futterküche eingebaut. Erbaut um 1900. | 37240290 | BW   |
| Wietmarscher Straße 3 52° 35′ 55″ N, 7° 22′ 6″ O  | Hof Többen (Wirtschaftsgebäude)         | Westlich des Wohn-/Wirtschaftsgebäudes gelegen. Backsteinscheune unter Satteldach. Rechtwinklig nach Osten Flügel mit offenem Unterstand für Wagen. Erbaut 1954. | 37240321 | BW   |
| Wietmarscher Straße 3 52° 35′ 56″ N, 7° 22′ 7″ O  | Hof Többen (Wirtschaftsgebäude)         | An der Straße gelegener langgestreckter Fachwerkbau mit Backsteinausfachungen unter Satteldach. Östlicher Teil in Backstein. Drei Querdurchfahrten. Erbaut wohl in der 1. Hälfte des 19. Jh., wohl um 1900 auf die Hofstelle umgesetzt und dabei erweitert. | 37240259 | BW   |
| Wietmarscher Straße 3 52° 35′ 56″ N, 7° 22′ 11″ O | Hof Többen (Baumbestand)                | In einem fast vollständigen Ring um das Grundstück gepflanzter Bestand aus markanten, überwiegend alten Eichen. | 37237198 | BW   |

## Darme
| Lage                                        | Bezeichnung | Beschreibung | ID       | Bild |
| ------------------------------------------- | ----------- | --- | -------- | ---- |
| An der Kapelle 52° 30′ 2″ N, 7° 19′ 3″ O    | Kapelle     | Kleiner rechteckiger Fachwerkbau mit Backsteinausfachungen unter Satteldach. Eingang in der nördlichen Giebelseite. Kleine Rechteckfenster. Polygonaler Dachreiter mit Spitzhelm. Erbaut 1674. | 37242112 |      |
| An der Kapelle 25 52° 30′ 3″ N, 7° 19′ 7″ O | Scheune     | Fachwerkbau mit eingehälsten Ankerbalken und Hochrähm sowie Backsteinausfachungen unter Satteldach. Querdurchfahrt. Hofseitig Kübbungen beiderseits der Einfahrt. Bezeichnet 1862.             | 37242139 |      |
| An der Kapelle 25 52° 30′ 5″ N, 7° 19′ 5″ O | Grotte      | Wand aus Feldsteinen, mit drei Bögen abschließend, in der Mitte Nische mit Marienfigur. Erbaut wohl im späten 19. oder frühen 20. Jh.                                                          | 37241984 | BW   |
| An der Kapelle 25 52° 30′ 5″ N, 7° 19′ 7″ O | Backhaus    | Fachwerkbau mit Backsteinausfachungen unter Satteldach. Erbaut wohl in der 1. Hälfte des 19. Jhs.                                                                                              | 37241857 | BW   |

## Hanekenfähr
| Lage                                                 | Bezeichnung                               | Beschreibung | ID       | Bild           |
| ---------------------------------------------------- | ----------------------------------------- | --- | -------- | -------------- |
| Am Wasserfall 52° 28′ 13″ N, 7° 18′ 15″ O            | Emswehr Hanekenfähr                       | Emswehr zur Regulierung der Ems für den Ems-Hase-Kanal, später Dortmund-Ems-Kanal. Vierteilige Wehranlage, von Osten nach Westen ein Klappenwehr (Breite 12 m), ein Überfallwehr (Breite 62 m) und zwei weitere Klappenwehre (Breite 6 m bzw. 25 m). Zwischen den Feldern Pfeiler aus Sandsteinquadern (auf der Westseite Beton), auf diesen z. T. pavillonartige Aufbauten. Am östlichen Flussufer mit Steinen befestigte Böschung mit integrierter Fischtreppe, am westlichen eine Aalleiter. Angelegt 1823–1825 als Nadelwehr aus Eichenbalken. 1876–1877 Neubau als Überfallwehr in Stein mit zwei Fischpässen. 1896 Umbau und weitere Verstärkung. 1955–1956 Hinzufügung der beiden Fischbauchklappenwehre auf der Westseite und Erneuerung der Fischpässe. | 37242085 | Weitere Bilder |
| An der Schleuse 52° 28′ 23″ N, 7° 18′ 25″ O          | Ems-Hase-Kanal                            | Reststück des Ems-Hase-Kanals zwischen Schleuse Hanekenfähr und Einmündung in den Dortmund-Ems-Kanal (heute Alte Fahrt), von da an von diesem überbaut. Länge 570 m, Breite etwa 16 m, Tiefe 1,50 m. Angelegt 1822–1828. | 37237456 | Weitere Bilder |
| An der Schleuse 52° 28′ 12″ N, 7° 18′ 35″ O          | Ems-Hase-Kanal (Schleuse Hanekenfähr)     | Schleuse am Anfang des Ems-Hase-Kanals. Innenmaß der Schleuse 39,90 m × 5,96 m. Ober- und Unterhaupt in Sandsteinquadern, daran Kartuschen König Georgs IV. und des Königreichs Hannover. Am Oberhaupt auch das hölzerne Doppeltor und eine Eisenbalkenbrücke mit Geländer erhalten. Erbaut 1824–1828. | 37237394 |                |
| An der Schleuse 52° 28′ 14″ N, 7° 18′ 32″ O          | Ems-Hase-Kanal (Treidelpfad)              | Landseitig mit Bäumen bepflanzter Treidelpfad auf der Westseite des erhaltenen Teilstücks des Ems-Hase-Kanals. Angelegt 1822–1828. | 37237118 |                |
| An der Schleuse 52° 28′ 16″ N, 7° 18′ 30″ O          | Ems-Hase-Kanal (Baumbestand)              | Alter markanter Baumbestand am Anfang des Ems-Hase-Kanals (Hanekenkanal) und des ersten Dortmund-Ems-Kanals (Alte Fahrt) am Abzweig von der Ems. Im Osten der Ems-Hase-Kanal in einer Länge von 570 m mit Treidelpfad und Baumreihe auf der Westseite sowie Baumreihe auf der Ostseite (Buchen). An der Alten Fahrt des Dortmund-Ems-Kanals auf beiden Seiten alleeartige Baumreihen (Linden).Ems-Hase-Kanal erbaut 1822–1828, die Alte Fahrt des Dortmund-Ems-Kanals 1892–1899. | 37237253 | Weitere Bilder |
| An der Schleuse 2, 3, 3a 52° 28′ 12″ N, 7° 18′ 33″ O | Ems-Hase-Kanal (Schleusenwärterhaus)      | Eingeschossiges Wohn-/ Wirtschaftsgebäude in Fachwerk mit Backsteinausfachungen unter Schopfwalmdach. Bezeichnet 1822, seit 1998 als Café genutzt. | 37237425 | Weitere Bilder |
| An der Schleuse 52° 28′ 23″ N, 7° 18′ 22″ O          | Dortmund-Ems-Kanal (Schleuse Hanekenfähr) | Schleuse am Dortmund-Ems-Kanal (Alte Fahrt) am Abzweig von der Ems bei Hanekenfähr. Schleppzugschleuse von 165 m Länge. Ober- und Unterhaupt aus Sandsteinquadern und Backstein. Über das Oberhaupt Brücke aus genietetem Stahlfachwerk. Erbaut 1892–1899. | 37237487 | Weitere Bilder |
| An der Schleuse 52° 28′ 23″ N, 7° 18′ 20″ O          | Dortmund-Ems-Kanal (Schleusenwärterhaus)  | Eingeschossiger Fachwerkbau mit Backsteinausfachungen unter weit überstehendem Satteldach. Beidseitig Schwebegiebel. Erbaut zwischen 1892 und 1899. | 37237518 |                |
| Schüttorfer Straße 52° 28′ 8″ N, 7° 18′ 43″ O        | Emsbrücke                                 | Brücke über die Ems (hier kombiniert mit dem Dortmund-Ems-Kanal). Hauptteil aus genietetem Stahlfachwerk, im Norden ergänzt um eine kürzere Stahlbalkenbrücke. Widerlager mit Sandsteinquadern verkleidet. Kombinierte Eisenbahn- und Straßenbrücke: im östlichen Teil zwei Eisenbahngleise, im westlichen Teil eine Fahrspur. Erbaut 1912–1914. | 45647486 | Weitere Bilder |

## Schepsdorf
| Lage                                             | Bezeichnung                           | Beschreibung | ID       | Bild           |
| ------------------------------------------------ | ------------------------------------- | --- | -------- | -------------- |
| Alexanderstraße 1 52° 30′ 35″ N, 7° 17′ 44″ O    | St. Alexander                         | Geostete gewölbte Saalkirche von drei Jochen aus Sandsteinquadern mit vorgesetztem Westturm und eingezogenem Chor mit 5/8-Schluss. Westturm rechteckig, im Erdgeschoss auf der Westseite Spitzbogenportal, in beiden Geschossen je ein spitzbogiges zweibahniges Maßwerkfenster, unter steilem achtseitigen Pyramidendach. Am Schiff und Chor zwischen Strebepfeilern ebenfalls spitzbogige zweibahnige Maßwerkfenster. Innen das östliche Joch tiefer. In allen drei Jochen Kreuzrippengewölbe auf Konsolen mit Gurtbögen auf Halbsäulen. Ausstattungsstücke des Barock (Schmerzensmann, Antoniusfigur und Kronleuchter) sowie Anna-Selbdritt-Gruppe vom Anfang des 16. Jhs. Die beiden Westjoche romanisch (12. oder 1. Hälfte des 13. Jhs.), das östliche Joch und die Wölbung um 1470/1480, der Chor 1874–1876. 1964–1965 großer Anbau auf der Nordseite, Architekt: Karl Band. | 37244403 | Weitere Bilder |
| Am Kohschultenhof 3 52° 29′ 31″ N, 7° 17′ 48″ O  | Wohn-/ Wirtschaftsgebäude             | Zweiständerhallenhaus mit Backsteinausfachungen in Hochrähmkonstruktion unter Satteldach. Giebeldreiecke in Backstein ersetzt. Erbaut wohl im 18. Jh., umgebaut 1885 (bezeichnet). | 37242060 | BW             |
| Borgelweg 5 52° 30′ 32″ N, 7° 17′ 40″ O          | Pastorat                              | Eingeschossiger Backsteinbau unter Satteldach. Fenster- und Türrahmungen in Sandstein. Erbaut in der 1. Hälfte des 19. Jhs., umgebaut 1987. | 37244748 |                |
| Borgelweg 5 52° 30′ 32″ N, 7° 17′ 39″ O          | Garten                                | Großer Garten um das Pastorat mit altem markanten Baumbestand. | 37241786 | BW             |
| Lindenstraße 45 52° 30′ 46″ N, 7° 18′ 29″ O      | Villa                                 | Eingeschossiger traufständiger Backsteinbau von neun Achsen unter halbem Schopfwalmdach. Mittig dreiachsiger Risalit mit Eingang, später um ein zweites Geschoss mit Giebel erhöht (oder dieses umgebaut), davor eiserner Balkon. Fenster rechteckig, im Giebel rundbogig. Giebelgaupen, z. T. modern. Links rückwärtig ehemals Flügel mit Wirtschaftsteil. Erbaut wohl im 2. Viertel des 19. Jhs. als Landhaus (Villa), Giebel wohl um 1860 umgebaut. Wirtschaftsteil um 1905 erbaut, 1992 abgerissen und durch Neubau in gleichen Dimensionen ersetzt. | 37243956 |                |
| Lindenstraße 55 52° 30′ 47″ N, 7° 18′ 9″ O       | Hof Möddel-Großeberg (Wohnhaus)       | Wohnhaus des Hofs Möddel-Großeberg. Eingeschossiger Backsteinbau über Putzsockel unter Satteldach. Südliche Traufseite mit sieben Achsen, dort zweigeschossiger Mittelrisalit von drei Achsen mit Eingang und Giebel. Auf der Nordseite moderne Schleppgaupe. Putzgliederung: Fensterrahmungen, Kantenpilaster, an den Giebeln ansteigender Treppenfries, am Risalit geschossteilendes Gesims. Erbaut 1898. | 37242872 |                |
| Lindenstraße 55 52° 30′ 44″ N, 7° 18′ 10″ O      | Hof Möddel-Großeberg (Allee)          | Etwa 200 Meter lange Allee aus alten Eichen von der Straße zum Hof. | 37241452 |                |
| Möddelhof 1 52° 30′ 16″ N, 7° 18′ 20″ O          | Möddelhof (Wohnhaus)                  | Südlich des Wohn-/Wirtschaftsgebäudes an der Hofeinfahrt gelegen. Fachwerkbau mit Backsteinausfachungen in Ankerbalkenkonstruktion unter Satteldach. Südgiebel in Backstein. Bezeichnet 1846. | 37239423 |                |
| Möddelhof 3 52° 30′ 17″ N, 7° 18′ 21″ O          | Möddelhof (Backhaus)                  | Fachwerkbau mit Backsteinausfachungen in Ankerbalkenkonstruktion unter Satteldach. Erbaut wohl um die Mitte des 19. Jhs. Heute Wohnnutzung. | 37237666 | BW             |
| Möddelhof 3 52° 30′ 18″ N, 7° 18′ 21″ O          | Möddelhof (Brunnen)                   | | 37237147 | BW             |
| Möddelhof 4 52° 30′ 18″ N, 7° 18′ 23″ O          | Möddelhof (Stallscheune)              | Südöstlich des Wohn-/Wirtschaftsgebäudes gelegen. Zweiteiliger Fachwerkbau: der ältere Teil ein ursprünglich freistehender Schafstall unter Satteldach, später durch Anbau einer Scheune mit Querdurchfahrt unter Walmdach mit Niedersachsengiebel erweitert. Erbaut im 19. Jh. | 37237608 |                |
| Möddelhof 4 - 6 52° 30′ 19″ N, 7° 18′ 20″ O      | Möddelhof (Wohn-/ Wirtschaftsgebäude) | Zweiständerhallenhaus in Unterrähmkonstruktion. Wirtschaftsteil in Fachwerk, Wohnteil in Backstein. Moderne Schleppgaupen. Im Kern vielleicht noch aus dem 18. Jh., am Wohngiebel bezeichnet 1842. | 37237578 |                |
| Nordhorner Straße 15 52° 30′ 34″ N, 7° 17′ 39″ O | Brunnen                               | Aus sechs Teilsegmenten aus Sandstein zusammengesetzter zylindrischer Brunnen. Entstanden wohl am Anfang des 19. Jhs. als Teil eines Ausspanns für Postkutschen. | 37244462 |                |
| Schottelhof 2 52° 29′ 17″ N, 7° 16′ 55″ O        | Schottelhof                           | Vierständerhallenhaus mit Backsteinaußenwänden über Sandsteinsockel unter Satteldach. An der nördlichen Traufseite Stallanbau. Backsteingliederung: Kantenlisenen, geschossteilender Fries, am Giebel ansteigender Bogenfries. Bezeichnet 1903, Innengerüst älter. | 37244486 |                |
| Zum Gut Herzford 52° 30′ 29″ N, 7° 17′ 44″ O     | Wegekapelle                           | Kleiner Backsteinbau als 5/8-Polygon. Offene Vorhalle auf zwei Sandsteinsäulen mit Postamenten und Trapezkapitellen, darüber Segmentbogen und verbretterter Giebel, unter Satteldach. Zweiflügelige bauzeitliche Holztür. Im Inneren Mondsichelmadonna. Erbaut wohl in der ersten Hälfte des 19. Jhs. | 37244377 |                |

### Herzford
| Lage                                           | Bezeichnung                              | Beschreibung | ID       | Bild |
| ---------------------------------------------- | ---------------------------------------- | --- | -------- | ---- |
| Zum Gut Herzford 1 52° 28′ 34″ N, 7° 17′ 8″ O  | Gut Herzford (Herrenhaus)                | Eingeschossiger Backsteinbau von elf Achsen auf hohem Sandsteinsockel unter Walmdach. Rückwärtig zur Dreiflügelanlage ergänzt. Dreiachsiger Mittelrisalit mit Portal, davor zweiläufige Freitreppe, darüber Zwerchhaus in der Art einer Attika under geschweiftem Rundgiebel, darin Oculus, bekrönt von Vase. Werksteingliederung: Kantenquaderung, Fensterrahmungen, Traufgesims, Portalrahmung mit Segmentbogengiebel. Erbaut 1717–1723 (dendrochronologische Datierung, früher Bauzeit 1732–1734 angenommen) für Hermann Werner Joseph von Schorlemer, Architekt: wohl Gottfried Laurenz Pictorius. | 37239251 |      |
| Zum Gut Herzford 4 52° 28′ 33″ N, 7° 17′ 12″ O | Gut Herzford (Wohn-/ Wirtschaftsgebäude) | Südliches der beiden Wohn-/Wirtschaftsgebäude im Ostteil der Anlage. Fachwerkbau unter Satteldach. Im Kern Hallenhaus, an den Wohngiebel im Süden später ein zweiter, kürzerer Wirtschaftsteil in Backstein angefügt. Erbaut im 18. Jh., im 19. Jh. verlängert. | 37239338 | BW   |
| Zum Gut Herzford 52° 28′ 35″ N, 7° 17′ 12″ O   | Gut Herzford (Wohn-/ Wirtschaftsgebäude) | Nördliches von zwei Gebäuden im östlichen Teil der Anlage. Backsteinbau unter Satteldach. In jedem Giebel zwei segmentbogige Einfahrten. Auf der Westseite Nische mit Skulptur des Hl. Johannes von Nepomuk. Bezeichnet 1842, die Skulptur bezeichnet 1742. | 37239310 | BW   |
| Zum Gut Herzford 52° 28′ 34″ N, 7° 17′ 10″ O   | Gut Herzford (Toranlage)                 | Toranlage des Gutes, bestehend aus vier rechteckigen Sandsteinpfeilern. Die beiden inneren mit vertieften Feldern und abschließendem ausladenden Gesims, daran Wappenkartusche, bekrönt von einer Vase. Die beiden äußeren an den Kanten verrundet und mit vertieften Feldern in Backstein sowie bekrönendem Gesims, darauf eiserne Laterne. Zwischen den Pfeilern gepflasterter Weg mit Brücke über die Graft. Die Brüstungsmauern modern. Erbaut 1717–1723, die Brüstung 2011 rekonstruiert. | 37237336 | BW   |
| Zum Gut Herzford 52° 28′ 32″ N, 7° 17′ 5″ O    | Gut Herzford (Graft)                     | | 37236935 | BW   |

## Außerhalb
| Lage                                                       | Bezeichnung                     | Beschreibung | ID       | Bild |
| ---------------------------------------------------------- | ------------------------------- | --- | -------- | ---- |
| (Altenlingen) Hövelweg 2 52° 32′ 16″ N, 7° 17′ 42″ O       | Wegekapelle                     | Kleiner offener Backsteinbau in Art einer Ädikula. Hinter schmiedeeisernem Tor Kreuzigungsgruppe aus Holz. Erbaut wohl im frühen 20. Jh. | 37240972 | BW   |
| (Beversundern) Gut Beversundern 52° 32′ 6″ N, 7° 17′ 4″ O  | Gutshaus                        | Zweigeschossiger Putzbau unter Walmdach. Mittig Rundbogenportal mit Werksteinrahmung, darüber Zwerchgiebel unter Schopfwalm. Rechts Eckrisalit unter Walmdach. Im EG Rundbogenfenster. Gelegen auf großem Grundstück mit Vorplatz vor dem Herrenhaus, auf zwei Seiten von einer Gräfte umgeben. Hervorgegangen aus einem Rittersitz. Aus dem Besitz der Familie v. Reusch 1831 verkauft an den Kanalbauingenieru Wilhelm Giesselmann und den Wasserbauinspektor Georg Wilhelm Tolle. 1855 an Viktor Konstantin v. Morsey-Picard, 1880 an Wilderich v. Galen, seitdem im Besitz der Familie v. Galen. Erbaut 1831–1832, Architekt: wohl Josef Alexander Niehaus. Nach 1880 Eckrisalit (ehemals Turm, Aufsatz später entfernt) und Zwerchgiebel (ehemals als Treppengiebel, später vereinfacht) hinzugefügt, womöglich auch das gesamte OG. | 37240884 | BW   |
| (Beversundern) Gut Beversundern 52° 32′ 6″ N, 7° 17′ 5″ O  | Graft                           | Graft östlich und nördlich des Gutshauses. Im Kern wohl auf den Graben der mittelalterlichen Anlage zurückgehend. | 37241762 | BW   |
| Dortmund-Ems-Kanal 52° 27′ 28″ N, 7° 19′ 43″ O             | Alte Schleuse Gleesen           | Bestehend aus einer Zufahrt, einer Schleusenbrücke mit gusseisernem Geländer, zwei Sparbecken und drei Schleusenbecken aus Sandstein mit späterer Erhöhung. Erbaut 1898. | 38579119 | BW   |
| Dortmund-Ems-Kanal 52° 27′ 30″ N, 7° 19′ 34″ O             | Alte Schleuse Gleesen (Denkmal) | Runde Steinpyramide aus Feldsteinen, bekrönt von einer Eisenstange. Gelegen auf der Spitze zwischen altem und neuen Bett des Dortmund-Ems-Kanals. Errichtet wohl 1898 oder um 1914. Derzeit (2021) während der Bauarbeiten an der neuen Schleuse abgebaut. | 38579144 | BW   |
| (Wachendorf) Dalumer Straße 28 52° 33′ 22″ N, 7° 15′ 27″ O | Backhaus                        | Fachwerkbau mit durchgezapften Ankerbalken und Hochrähm in Ziegelausfachung unter Satteldach. Giebel verbrettert und auf Knaggen vorkragend (auf der Südseite nur noch Knaggen vorhanden). Backofen fehlt. Erbaut wohl im 18. Jh. | 37244513 | BW   |
| Wachendorfer Straße 11 52° 33′ 5″ N, 7° 17′ 11″ O          | Wegekapelle                     | Gelegen an der Ecke zum Meschweg. Rechteckiger Backsteinbau unter Walmdach. An der Vorderseite rundbogiger Zugang, an den Seiten Rundbogenfenster. Sandsteingliederung: Kantenlisenen, Rahmung der Öffnungen, Abschlussgesims, Giebelfeld mit Segmentbogen. Im Inneren Marienstatue und Grabstein des Ehepaars Holt († 1885). Erbaut wohl 1885. | 37242985 | BW   |
| Wachendorfer Straße 11 52° 33′ 7″ N, 7° 17′ 1″ O           | Speicher                        | | 37243010 | BW   |